# Львівська вулиця (Дніпро)
Льві́вська ву́лиця — вулиця у місцевості Східна Чечелівка у Чечелівському районі міста Дніпро.

## Розташування
Львівська вулиця, що починається від перехрестя вулиць 128-ї Бригади Тероборони, Майдан Озерний і Ярмаркового узвозу, та закінчується нижньою частиною Аптекарської балки, розташована у східній та південно-східній частинах Чечелівки.

## Історія

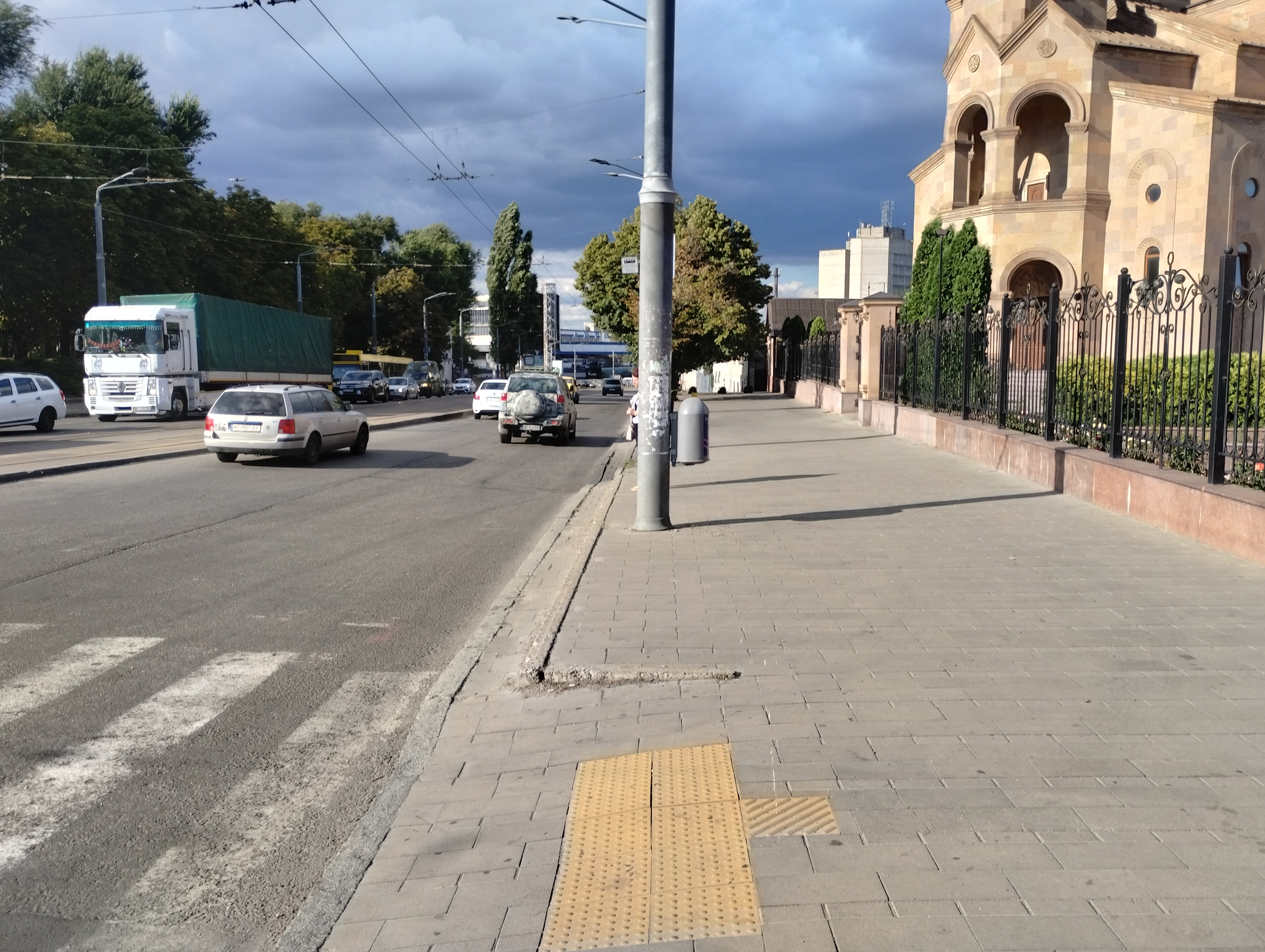
Вулиця Львівська

Вулиця, яка отримала пізню назву Гасова (або російською - Керосинная), з'явилася приблизно наприкінці 1870-початку 1880-х років, на межі двох слобід, самовільно створених міською біднотою: Аптекарської балки та Чечелівки.
Поява вулиці пов'язана зі швидким розвитком промисловості, особливо Олександрівського Південно-Російського заводу Брянського акціонерного товариства (за радянської влади - завод ім. Петровського) та збільшенням чисельності населення міста. З будівництвом гілки Лозово-Севастопольської залізниці до Катеринослава лівобережного (1873) та будівництвом залізничного мосту через Дніпро  (1884), чисельність населення стрімко зростала. Більшість прибульців через злиденність і брак коштів змушені були копати землянки.
У 1932 вулицею прокладено трамвайні колії від залізничного вокзалу до селища імені Фрунзе.
10 липня 1934 Дніпропетровськ вітав героїв челюскінців, метою яких було освоєння траси Північного морського шляху і наукові спостереження в Північному Льодовитому океані. Дещо раніше льотчик Сигізмунд Леваневський, дізнавшись про те, що пароплав «Челюскін» затертий кригою, 29 березня вилетів з Ному до Ванкарема на Чукотському півострові. Через складні метеорологічні умови під час польоту та посадки літак зазнав істотних ушкоджень. Сам Леваневський був поранений і не зміг летіти далі. Проте головне завдання — доставку Г. Ушакова до Ванкарема — було виконано. Згодом Леваневський доставив хірурга в бухту Лаврентія, де перебували кілька хворих челюскінців. За участь у допомозі потерпілим Леваневського в числі сімох перших нагороджено державною відзнакою «Герой Радянського Союзу», а на його честь перейменовано вулицю Гасову. Сама країна в той час стояла в безкінечних чергах за гасом.
У 2003 році в Дніпрі засновано Вірменську церкву, активне будівництво якої розпочалося у 2010. А освячення храму сталося у березні 2018 року. На той час міськрада вже активно перейменовувала міські вулиці, назви яких асоціювалися з Росією чи СРСР. Так, у листопаді 2022 року, вулицю Леваневського планували перейменували на вулицю Вірменської громади на честь численних вірмен, які живуть у місті. Проте, під час голосування міськради, ця вулиця з переліку зникла.
У травні 2023 року вулиця Леваневського отримала сучасну назву — Львівська.

## Будівлі
- № 13 — Церква святого Григора Лусаворича
- № 15 — ресторан «Оджах»

## Перехресні вулиці
- вул. 128-ї Бригади Тероборони
- вул. Майдан Озерний
- Ярмарковий узвіз
- просп. Сергія Нігояна
- вул. Романа Шухевича
- вул. Героїв УПА
- вул. Володимира Антоновича
- вул. Словацька
- вул. Аптекарська балка

## Транспорт
6 листопада 1932 року було урочисто відкрито першу в Дніпропетровську ширококолійну трамвайну лінію протяжністю 6 кілометрів. Вона з'єднала залізничний вокзал із селищем ім. Фрунзе (маршрут № 8). Ця трамвайна лінія досі існує, щоправда тепер вулицею рухається трамвайний маршрут № 15.
Перші автобуси, що курсували від Привокзальної площі вулицею Леваневського та просп. Калініна до селища Фрунзенське, з'явилися наприкінці 1950-х. Тепер через Львівську вулицу, 
від її початку до просп. Нігояна, прокладено з десяток автобусних маршрутів.
Тролейбусний рух, а саме від перехрестя (на той час ще) вулиці Леваневського та просп. Нігояна убік просп. Яворницького, з'явився лище з 26 грудня 2018 року: було подовжено маршрут № 5.